# Макай (коммуна)
Мака́й (фр. Macaye) — коммуна во Франции, находится в регионе Аквитания. Департамент — Атлантические Пиренеи. Входит в состав кантона Баигюра-э-Мондаррен. Округ коммуны — Байонна.
Код INSEE коммуны — 64364.

## География

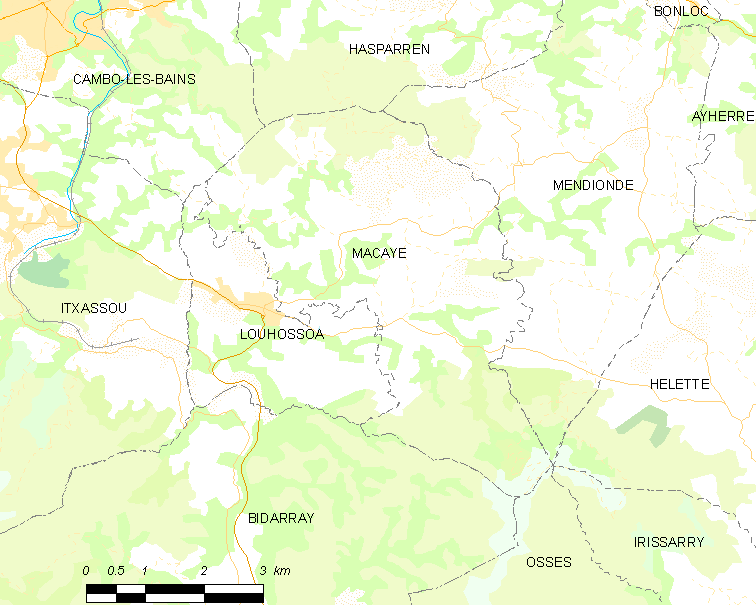
Карта коммуны

Коммуна расположена приблизительно в 680 км к юго-западу от Парижа, в 180 км южнее Бордо, в 80 км к западу от По.

## Климат
Климат тёплый океанический. Зима мягкая, средняя температура января — от +5°С до +13°С, температуры ниже −10 °C бывают редко. Снег выпадает около 15 дней в году с ноября по апрель. Максимальная температура летом порядка 20-30 °C, выше 35 °C бывает очень редко. Количество осадков высокое, порядка 1100 мм в год. Характерна безветренная погода, сильные ветры очень редки.

## Население
Население коммуны на 2010 год составляло 550 человек.
| 1962 | 1968 | 1975 | 1982 | 1990 | 1999 | 2010 |
| ---- | ---- | ---- | ---- | ---- | ---- | ---- |
| 504  | 512  | 468  | 463  | 476  | 528  | 550  |

## Администрация
| Период | Период | Фамилия     | Партия | Примечания |
| ------ | ------ | ----------- | ------ | ---------- |
| 1995   | 2008   | Жан Камблон |        |            |
| 2008   | 2020   | Ален Дюбуа  |        |            |

## Экономика
В 2010 году среди 355 человек трудоспособного возраста (15-64 лет) 281 были экономически активными, 74 — неактивными (показатель активности — 79,2 %, в 1999 году было 73,4 %). Из 281 активных жителей работали 268 человек (143 мужчины и 125 женщин), безработных было 13 (5 мужчин и 8 женщин). Среди 74 неактивных 32 человека были учениками или студентами, 25 — пенсионерами, 17 были неактивными по другим причинам.

## Достопримечательности
- Протоисторическая стоянка. Исторический памятник с 1980 года[5]

## Фотогалерея

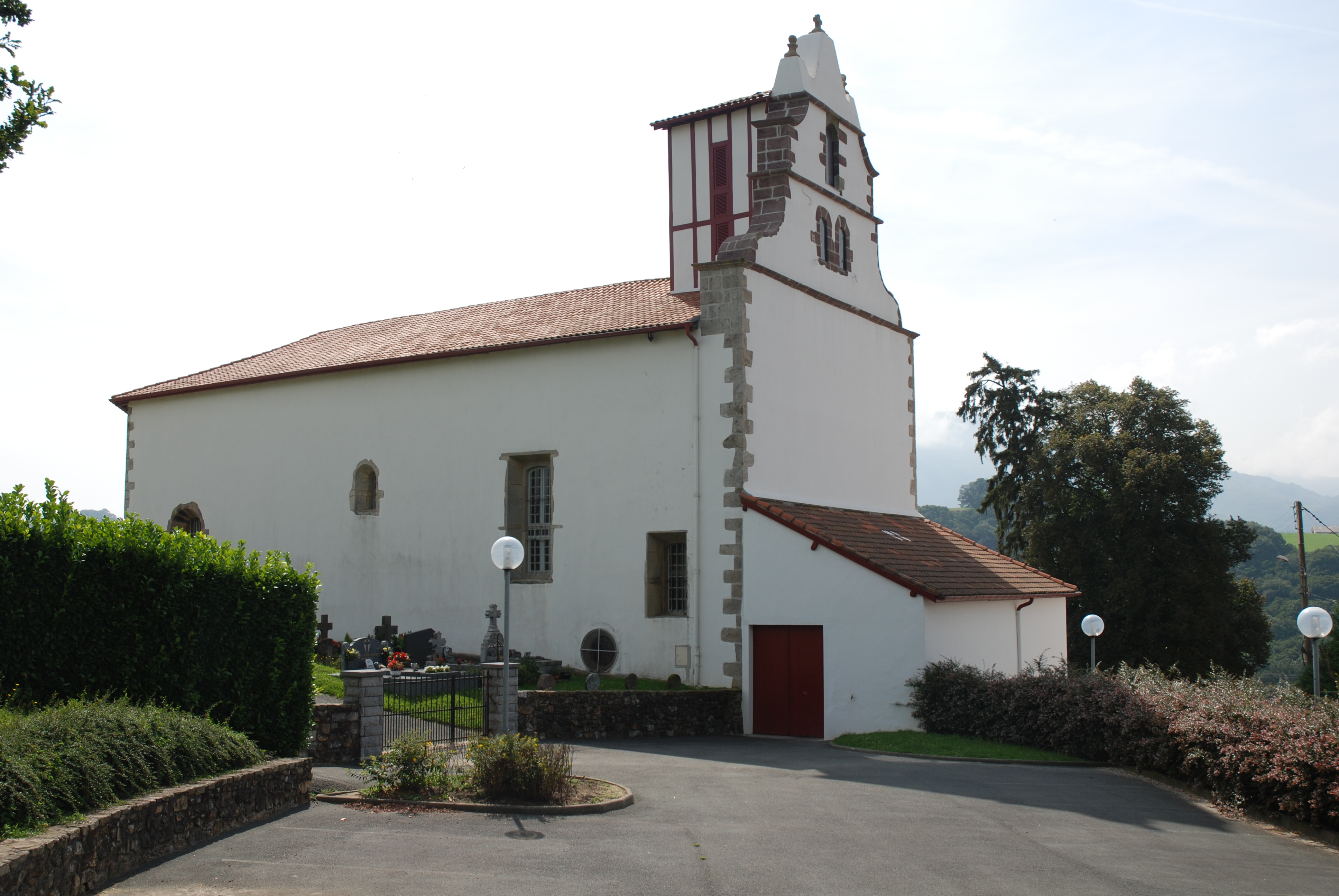
Церковь
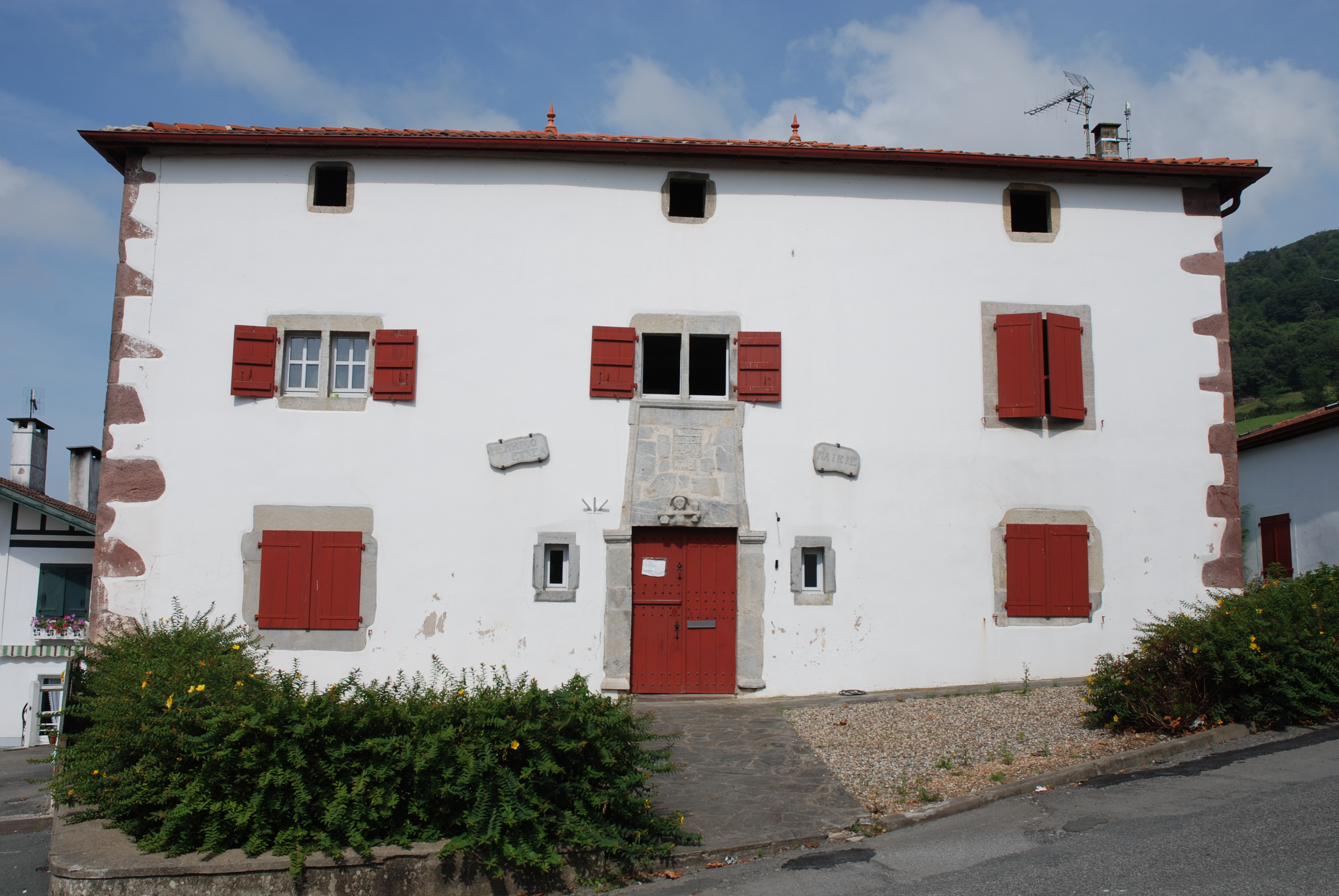
Дом
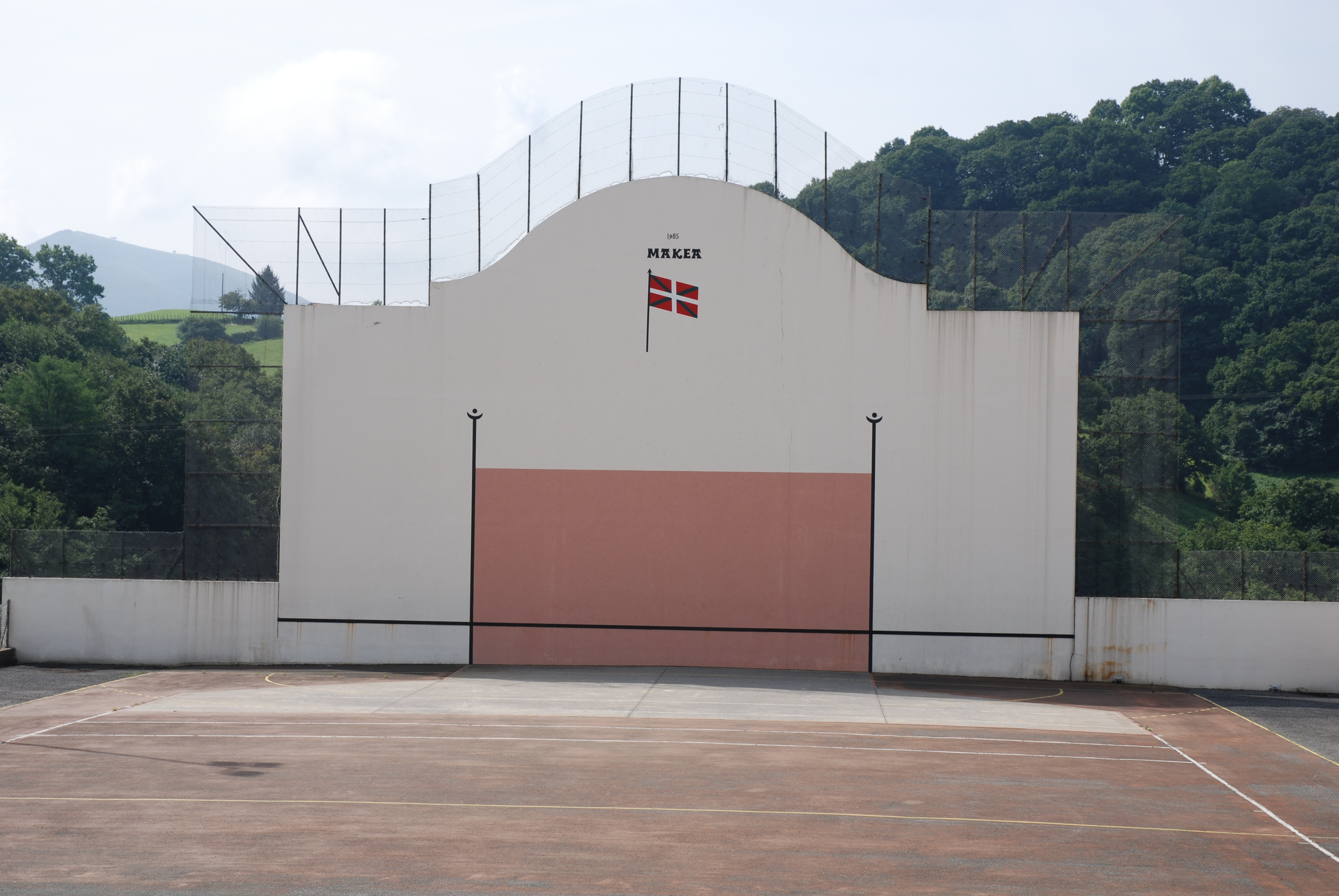
Фронтон (площадка для игры в пелоту)
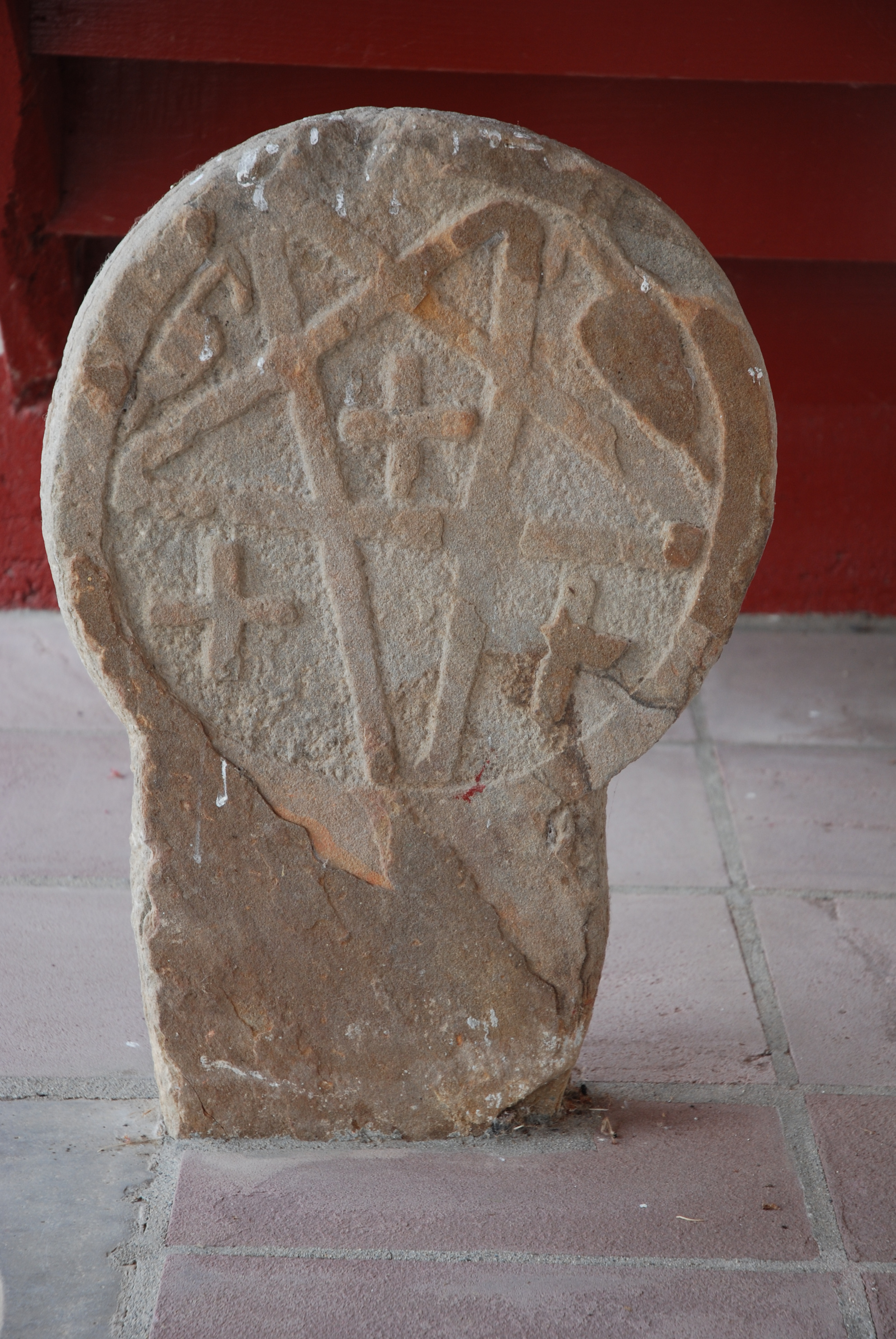
Баскская дискообразная стела
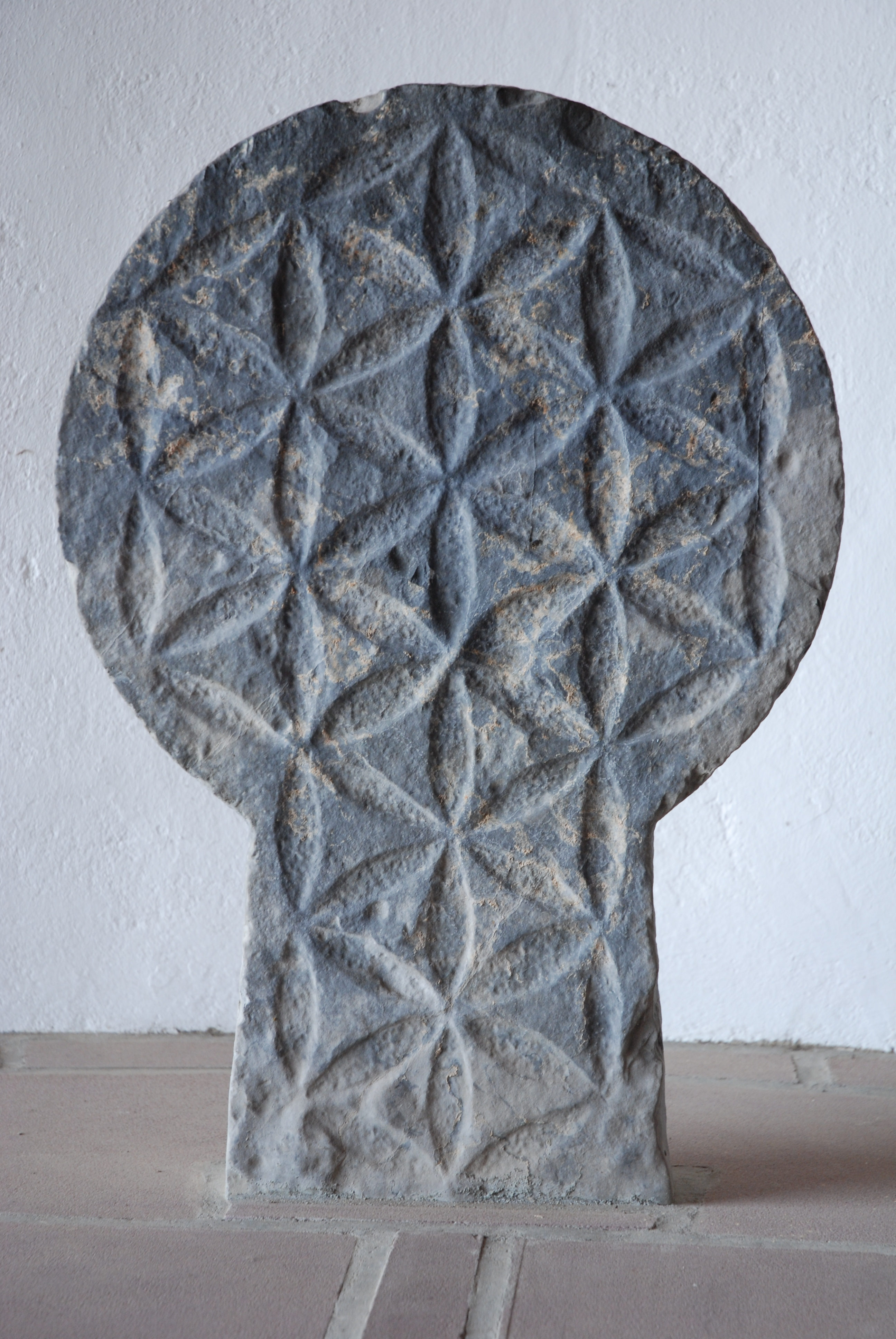
Баскская дискообразная стела
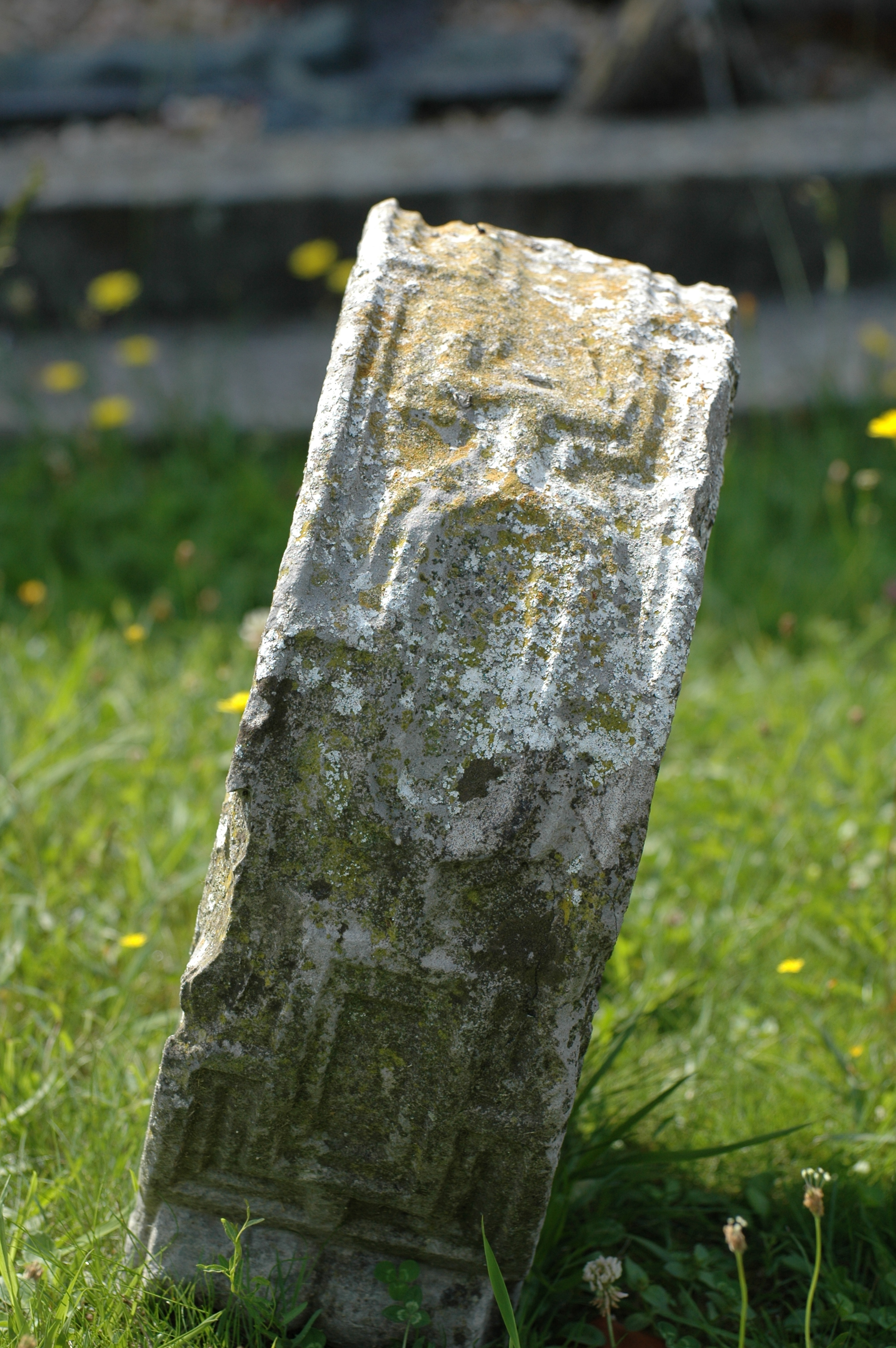
Баскская дискообразная стела